# ISO/CEI 8859-4
La norme de codage des caractères ISO/CEI 8859-4 (latin-4 ou européen du Nord) prend en charge l'estonien, le letton, le lituanien, le groenlandais et le sami.

## Tableau
Le jeu de caractères complet est présenté dans le tableau ci-après.
| ISO/CEI 8859-4:1998 | ISO/CEI 8859-4:1998 | ISO/CEI 8859-4:1998 | ISO/CEI 8859-4:1998 | ISO/CEI 8859-4:1998 | ISO/CEI 8859-4:1998 | ISO/CEI 8859-4:1998 | ISO/CEI 8859-4:1998 | ISO/CEI 8859-4:1998 | ISO/CEI 8859-4:1998 | ISO/CEI 8859-4:1998 | ISO/CEI 8859-4:1998 | ISO/CEI 8859-4:1998 | ISO/CEI 8859-4:1998 | ISO/CEI 8859-4:1998 | ISO/CEI 8859-4:1998 | ISO/CEI 8859-4:1998 |
|                     | x0                  | x1                  | x2                  | x3                  | x4                  | x5                  | x6                  | x7                  | x8                  | x9                  | xA                  | xB                  | xC                  | xD                  | xE                  | xF                  |
| ------------------- | ------------------- | ------------------- | ------------------- | ------------------- | ------------------- | ------------------- | ------------------- | ------------------- | ------------------- | ------------------- | ------------------- | ------------------- | ------------------- | ------------------- | ------------------- | ------------------- |
| 0x                  | Inutilisé           | Inutilisé           | Inutilisé           | Inutilisé           | Inutilisé           | Inutilisé           | Inutilisé           | Inutilisé           | Inutilisé           | Inutilisé           | Inutilisé           | Inutilisé           | Inutilisé           | Inutilisé           | Inutilisé           | Inutilisé           |
| 1x                  | Inutilisé           | Inutilisé           | Inutilisé           | Inutilisé           | Inutilisé           | Inutilisé           | Inutilisé           | Inutilisé           | Inutilisé           | Inutilisé           | Inutilisé           | Inutilisé           | Inutilisé           | Inutilisé           | Inutilisé           | Inutilisé           |
| 2x                  | SP                  | !                   | "                   | #                   | $                   | %                   | &                   | '                   | (                   | )                   | *                   | +                   | ,                   | -                   | .                   | /                   |
| 3x                  | 0                   | 1                   | 2                   | 3                   | 4                   | 5                   | 6                   | 7                   | 8                   | 9                   | :                   | ;                   | <                   | =                   | >                   | ?                   |
| 4x                  | @                   | A                   | B                   | C                   | D                   | E                   | F                   | G                   | H                   | I                   | J                   | K                   | L                   | M                   | N                   | O                   |
| 5x                  | P                   | Q                   | R                   | S                   | T                   | U                   | V                   | W                   | X                   | Y                   | Z                   | [                   | \                   | ]                   | ^                   | _                   |
| 6x                  | `                   | a                   | b                   | c                   | d                   | e                   | f                   | g                   | h                   | i                   | j                   | k                   | l                   | m                   | n                   | o                   |
| 7x                  | p                   | q                   | r                   | s                   | t                   | u                   | v                   | w                   | x                   | y                   | z                   | {                   | \|                  | }                   | ~                   |                     |
| 8x                  | Inutilisé           | Inutilisé           | Inutilisé           | Inutilisé           | Inutilisé           | Inutilisé           | Inutilisé           | Inutilisé           | Inutilisé           | Inutilisé           | Inutilisé           | Inutilisé           | Inutilisé           | Inutilisé           | Inutilisé           | Inutilisé           |
| 9x                  | Inutilisé           | Inutilisé           | Inutilisé           | Inutilisé           | Inutilisé           | Inutilisé           | Inutilisé           | Inutilisé           | Inutilisé           | Inutilisé           | Inutilisé           | Inutilisé           | Inutilisé           | Inutilisé           | Inutilisé           | Inutilisé           |
| Ax                  | NBSP                | Ą                   | ĸ                   | Ŗ                   | ¤                   | Ĩ                   | Ļ                   | §                   | ¨                   | Š                   | Ē                   | Ģ                   | Ŧ                   | SHY                 | Ž                   | ¯                   |
| Bx                  | °                   | ą                   | ˛                   | ŗ                   | ´                   | ĩ                   | ļ                   | ˇ                   | ¸                   | š                   | ē                   | ģ                   | ŧ                   | Ŋ                   | ž                   | ŋ                   |
| Cx                  | Ā                   | Á                   | Â                   | Ã                   | Ä                   | Å                   | Æ                   | Į                   | Č                   | É                   | Ę                   | Ë                   | Ė                   | Í                   | Î                   | Ī                   |
| Dx                  | Đ                   | Ņ                   | Ō                   | Ķ                   | Ô                   | Õ                   | Ö                   | ×                   | Ø                   | Ų                   | Ú                   | Û                   | Ü                   | Ũ                   | Ū                   | ß                   |
| Ex                  | ā                   | á                   | â                   | ã                   | ä                   | å                   | æ                   | į                   | č                   | é                   | ę                   | ë                   | ė                   | í                   | î                   | ī                   |
| Fx                  | đ                   | ņ                   | ō                   | ķ                   | ô                   | õ                   | ö                   | ÷                   | ø                   | ų                   | ú                   | û                   | ü                   | ũ                   | ū                   | ˙                   |